# Équipe cycliste Euskadi
Pour l'ancienne équipe UCI ProTeam Euskaltel-Euskadi ayant existé entre 1994 et 2013, voir Équipe cycliste Euskaltel-Euskadi (1994-2013).
Pour l'équipe UCI ProTeam, créée en 2008 et nommée Euskaltel-Euskadi depuis le 1er avril 2020, voir Équipe cycliste Euskaltel-Euskadi.
L'équipe cycliste Euskadi est une équipe cycliste espagnole participant aux circuits continentaux de cyclisme et en particulier l'UCI Europe Tour. Elle fait partie de la Fondacion Cycliste Euskadi au sein de laquelle on retrouve aussi l'équipe ProTour Euskaltel-Euskadi, dont elle est la filiale.

## Classements UCI
L'équipe participe aux circuits continentaux et principalement à des épreuves de l'UCI Europe Tour. Les tableaux ci-dessous présentent les classements de l'équipe sur les différents circuits, ainsi que son meilleur coureur au classement individuel.
UCI Asia Tour
| Saison | Classement par équipes | Meilleur coureur au classement individuel |
| ------ | ---------------------- | ----------------------------------------- |
| 2013   | 33e                    | Unai Iparragirre (51e)                    |
| 2014   | 49e                    | Jon Aberasturi (102e)                     |

UCI Europe Tour
| Saison | Classement par équipes | Meilleur coureur au classement individuel |
| ------ | ---------------------- | ----------------------------------------- |
| 2010   | 101e                   | Mikel Landa (750e)                        |
| 2011   | 60e                    | Ricardo García Ambroa (252e)              |
| 2012   | 103e                   | Jon Aberasturi (463e)                     |
| 2013   | 52e                    | Carlos Barbero (201e)                     |
| 2014   | 37e                    | Carlos Barbero (35e)                      |

## Saisons précédentes

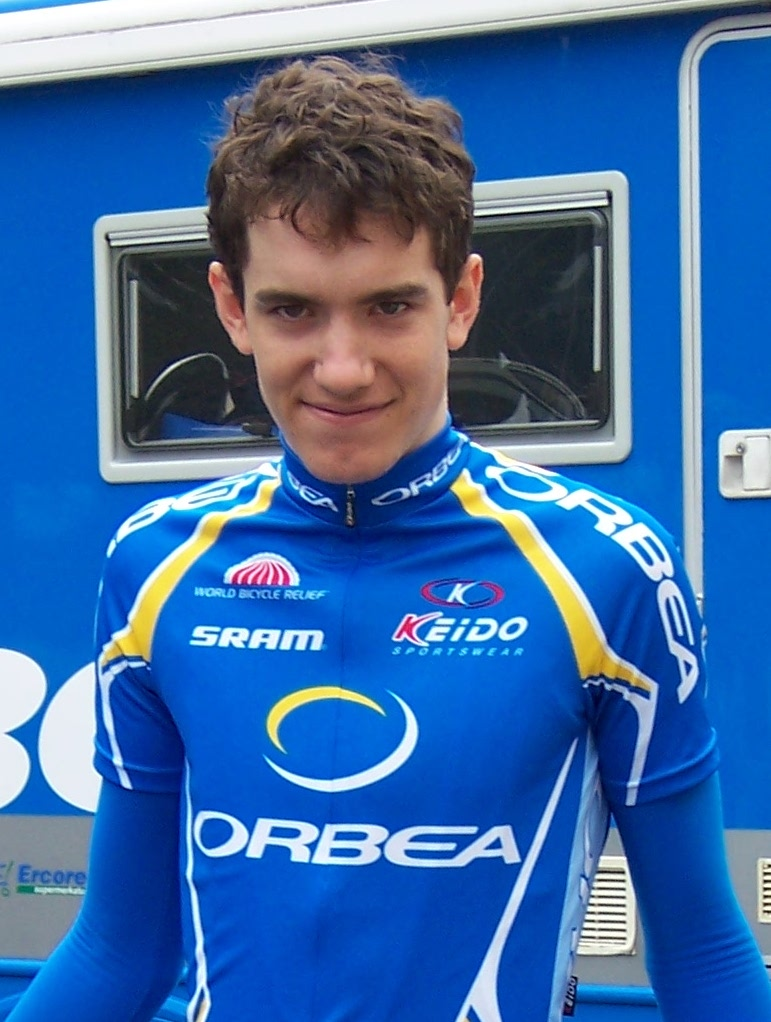
Romain Sicard lors de la Ronde de l'Isard 2009

## Euskadi en 2014[5]

### Effectif
| Cycliste             | Date de naissance | Nationalité | Équipe 2013        |
| -------------------- | ----------------- | ----------- | ------------------ |
| Jon Aberasturi       | 28 mars 1989      | Espagne     | Euskaltel Euskadi  |
| Mikel Aristi         | 28 mai 1993       | Espagne     | Euskadi            |
| Carlos Barbero       | 29 avril 1991     | Espagne     | Euskadi            |
| Víctor Etxeberria    | 24 mars 1993      | Espagne     | Naturgas Energía   |
| Mikel Iturria        | 16 mars 1992      | Espagne     | Euskadi            |
| Jon Larrinaga        | 20 novembre 1990  | Espagne     | Euskadi            |
| Pablo Lechuga        | 16 août 1990      | Espagne     | Cajamar-Cosentino  |
| Miguel Mínguez       | 30 août 1988      | Espagne     | Euskaltel Euskadi  |
| Haritz Orbe          | 18 juillet 1991   | Espagne     | Euskadi            |
| Beñat Txoperena      | 8 décembre 1991   | Espagne     | Gipuzkoa-Eki Sport |
| Illart Zuazubiskar   | 18 février 1990   | Espagne     | Euskadi            |
| Stagiaire            | Date de naissance | Nationalité | Équipe 2014        |
| Jon Irisarri         | 9 novembre 1995   | Espagne     | EDP Energía        |
| Xabier San Sebastián | 13 novembre 1995  | Espagne     | EDP Energía        |

### Victoires
| Date       | Course                                   | Pays     | Classe | Vainqueur      |
| ---------- | ---------------------------------------- | -------- | ------ | -------------- |
| 29/03/2014 | Classement général du Tour de l'Alentejo | Portugal | 2.2    | Carlos Barbero |
| 29/05/2014 | 1re étape du Tour de Gironde             | France   | 2.2    | Euskadi        |
| 31/07/2014 | Circuit de Getxo                         | Espagne  | 1.1    | Carlos Barbero |